# Dave Farrell
David Michael Farrell (Plymouth (Massachusetts), 8 februari 1977), beter bekend als Phoenix, is de bassist van de nu-metalband Linkin Park.

## Biografie
Farrell werd geboren in Plymouth maar verhuisde naar Mission Viejo (Californië) toen hij vijf jaar was. Hij doorliep de Mission Viejo High School in de periode 1995-1999. Ook studeerde hij in 2003 een jaar aan de Universiteit van Californië - Los Angeles. Farrell speelt naast basgitaar ook cello, viool en elektrische gitaar.
Farrell speelde aanvankelijk in de band Tasty Snax. Hierdoor deed hij niet fulltime mee aan Linkin Park. Hij ontbrak dan ook in de jaren 1999-2001 en heeft slechts gedeeltelijk meegedaan aan het debuutalbum van Linkin Park, Hybrid Theory. In de video van "One Step Closer" is zijn vervanger Scott Koziol te zien. In drie andere nummers speelt Ian Hornbeck op bas, de overige bas wordt gespeeld door Brad Delson. Vanaf 2001 werd hij fulltime lid en de vaste bassist van Linkin Park.
Zijn bijnaam "Phoenix" verwijst naar de twee tatoeages van een phoenix op zijn rug.
Emily Armstrong · Chester Bennington · Rob Bourdon · Colin Brittain · Brad Delson 
Dave Farrell · Joe Hahn · Scott Koziol · Mike Shinoda · Mark Wakefield
- International Standard Name Identifier: 0000 0000 5807 7423
- MusicBrainz: c8975bbf-2778-47ae-accf-c584e644450d
- Nationale Bibliotheek van Tsjechië: ola2002152807
- Virtual International Authority File: 2251154260379724480009